# 329-й ракетный полк
329-й ракетный полк  (в/ч 54303) — ракетный полк, входивший в состав 53-го Научно-исследовательского испытательного полигона (Плесецк) и дислоцировавшийся на площадке № 32 «Большое Усово» полигона, расформирован в 1970 году.

## История
Полк был сформирован в июне 1960 года и первоначально входил в состав 213-й ракетной бригады (г. Омск) 7-го отдельного гвардейского ракетного корпуса. После преобразования в 1961 году ракетных бригад РВСН в ракетные дивизии входил в состав 49-й гвардейской Станиславско-Будапештской Краснознамённой ракетной дивизии (с мая 1961).
Дислоцируясь в г. Татарск Новосибирской области, личный состав полка был занят освоением переходной ракеты Р-2 (8Ж38). Обучение было завершено на полигоне «Капустин Яр» выполнением учебно-боевого пуска в сентябре 1961 года. А с декабря 1961 года по март 1962 года личный состав полка прошёл учебные сборы на полигоне «Байконур» по изучению своего штатного ракетного комплекса Р-9А (8К75).
К этому времени стало понятно, что первоначальные планы по развёртыванию в составе 49-й ракетной дивизии (49 Гв.рд) четырёх ракетных полков, вооружённых МБР Р-9А (три в Омске и один в Татарске), выполнены не будут. Из-за проблем при строительстве шахт групповых стартовых позиций типа «Десна-В», связанных с плохим дренажом и высоким уровнем грунтовых вод, с большой задержкой по времени была завершена только БСП-11 290-го ракетного полка.
В результате 329-й ракетный полк был передан в состав 3-го учебного артиллерийского полигона (3 УАП - наименование полигона «Плесецк» в то время). В Плесецк полк прибыл воинским эшелоном в начале лета 1962 года.
Строительство стартовых и технологических сооружений в Плесецке для ракетного комплекса с Р-9А было начато в декабре 1961, личный состав полка после прибытия в пункт постоянной дислокации принимал участие в строительстве и сдаче объектов в эксплуатацию. Автоматизированные наземные стартовые сооружения типа «Долина» для ракетных дивизионов полка строились на двух площадках: № 32 «Большое Усово» для 1-го дивизиона и № 31 «Малое Усово» для 2-го дивизиона. Через два года в декабре 1963 года Госкомиссия подписала акт о приёмке ракетного комплекса в эксплуатацию. В марте 1964 года дивизионы 329 рп были переформированы в ракетные полки: 1-й дивизион остался в составе 329 рп, а 2-й дивизион стал 63-м ракетным полком (63 рп).
Фактически являвшийся боевой частью 3-й  учебный артиллерийский полигон и дислоцировавшийся с января 1963 года рядом со станцией Илеза Вельского района Архангельской области «Научно-исследовательский испытательный полигон ракетного и космического вооружения МО СССР», созданный в связи с необходимостью расширения масштабов космической деятельности СССР, в соответствии с постановлением Совета Министров СССР от 16 сентября 1963 года № 999-347 и согласно директиве ГШ ВС СССР от 31 января 1964 года, были объединены в «53-й Научно-исследовательский испытательный полигон». Немного позднее, по директиве ГШ ВС СССР от 30 апреля 1964 года, в структуре 53 НИИП МО были сформированы управления, в том числе 1-е управление боевых частей (в/ч 10939), в состав которого и вошёл 329 рп. 
Боевое дежурство (БД) полка на ракетном комплексе с Р-9А началось только через год после сдачи комплекса в эксплуатацию — 15 декабря 1964 года; в соответствии с Приказом Главкома РВСН от 8 декабря 1964 года, боевые расчёты трёх пусковых установок: ПУ № 14 и № 15 329 рп и ПУ № 12 63 рп заступили на боевое дежурство.
С начала 1968 года полк входил в 5-е управление 53 НИИП.
В 1970 году 329-й ракетный полк был снят с боевого дежурства и расформирован.
Стартовые позиции полка:
- 2 наземные пусковые установки (ПУ) на площадке № 32 «Большое Усово» (62°53′59″ с. ш. 40°47′21″ в. д.HGЯO), на боевом дежурстве с 15 декабря 1964 года.

## Командование
Командиры ракетного полка
- 1960—196? — полковник Гольцов Пётр Дмитриевич
- заместитель командира по политической части — майор Прокофьев Н. А.
- начальник штаба — подполковник Васильчиков Н. В.
- заместитель командира по ракетному вооружению — инженер-капитан Десятков И. С.
- заместитель командира по тылу — подполковник Мельников Д. И.

Командиры стартовых дивизионов
- 1-й дивизион
  - командир — майор Яковлев В. В.
  - заместитель командира по политической части — капитан Березин Н. И.
  - начальник штаба — капитан Болонин С. М.
  - заместитель командира по ракетному вооружению — старший инженер-лейтенант Камагин В. Н.
- 2-й дивизион
  - командир — майор Черняков Н. Е.

## Вооружение
- с 1964 по 1970 год — 2 пусковые установки Р-9А;